# Спасо-Преображенська церква (Голінка)
Спасо-Преображенська церква — дерев'яна православна сакральна споруда у становому козацькому містечку Голінка Конотопського повіту Чернігівської губернії (тепер Бахмацький район Чернігівської області).
Збудована 1888  на місці старої церкви, зведеної у 1770-х роках. Нова церква споруджена місцевими майстрами — коштом кількох куренів станових козаків колишньої Голінської сотні Прилуцького полку.
Згоріла 1986.

## Історія
У селі Голінка з часів Речі Посполитої існувала дерев'яна церква Архістратига Михаїла, а друга церква — Спасівська — зведена у 1770-х роки поблизу Сотенної канцелярії. Її парафіянами були родини зі статусом козаків, зведено храм на станових козацьких землях. Кошти знов-таки збирали станові козаки села Голінка.

### Священики церкви
На відміну від Михайлівської парафіяльної церкви, де був спадковий священницький рід, Спаська церква мала настоятелів різного походження, бо за старовинною традицією у Київській митрополії священиків обирали, а не призначали. Зокрема, 1780 року у Спаській церкві служив отець Онисифор Ярославський, очевидно не з Голінки. Натомість причт — дячок та паламар — мають місцеві козацькі прізвища: Самусь та Іванов.
| Мђстечка Голюнки Церкви Преωбраженія Гпд˜ня - 1 Священникъ Онисифоръ Петръ Сынъ Ярославскій лђтъ 56 женатъ в его сынъ Іоаннъ Лђтъ 25 Учителенъ женатъ Дђтей Мужеска пола неjмђетъ, - 2 Дячокъ Карпъ Яковлевъ Сынъ Самусь Лђтъ 20 холостъ - 3 Пономаръ Алексђй Івановъ Сынъ лђтъ 52 неграмотенъ женатъ Дђтей мужеска пола неjмђетъ |
Будинок священиків був розташований неподалік, на Гайворонському шляху. Стояв окремо, утворюючи так звану Попову вуличку. У 1930-х роках у дворі будинку поховано останнього священика Голінки, якийЮ імовірно, був убитий комуністами. Тепер на місці хати священика будинок, де жив голова колгоспу Руденко.

### Загибель церковної споруди

Спасо-Преображенська церква с. Голінки (1960-ті роки). Вид з північного боку

Церкву двічі плюндрували у часи совєцької окупації. Спершу її було закрито після акції геноциду українського народу — 1934 року. Але після вигнання із села сталінської влади, у вересні 1941 року, Спасо-Преображенську церкву знову відкрито для парафіян, повернуто на місце частину ікон і навіть дзвони. Священиком став уродженець Конотопу Володимир Єршов — постійно мешкав у Дептівці.
Після повернення комуністів 1943 року церкву певний час не займали. Сформували двадцятку православних, яка орендувала власну ж церкву у органів комуністичної влади. У двадцятці активними були лише представники козацьких родин, ветерани 1-ї Світової війни, зокрема Мирон Мигирич та Григорій Носенко.
Одним із регентів хору була Олена Мигирич — дружина Мирона Мигирича, з Гузівки.
1960 року почали нову, всеукраїнську кампанію із закриття православних храмів. Спираючись на сфабриковані відомості Голінської сільської ради, Чернігівська обласна рада дала дозвіл на повторне закриття церкви.
15 червня 1961 парафія Спасо-Преображенської церкви офіційно припинила існування, а протоієрею Кирилу (уродженець Красного Колядина, колишній офіцер імператорської армії) заборонено проводити служби у храмі.
Не зважаючи, що церкву віддали під шкільне приміщення, вона багато років стояла пусткою. У 1970-х місцевий колгосп почав використовувати її як склад та сушарню тютюну. Але 1985 на адміністрацію села прийшли документи, які відкривали шлях для присвоєння будівлі Спасо-Преображенської церкви статусу архітектурної пам'ятки. Тим не менше, сільська влада саботувала цю ідею, а 24 червня 1986 року — точно на своє 100-ліття — церковна споруда раптово згоріла.

### Версії пожежі
- Підпал з боку працівників спецслужб або місцевої адміністрації (версія частини селян та священиків);
- Самозаймання через іскру з подвір'я хати глухонімої жінки, яка нібито палила матраци (версія колишнього голови голінського колгоспу І. Федька);
- Самозаймання через велику спеку та захаращеність дзвіниці церкви старим тютюном (нейтральна версія більшості людей молодого віку).

## Архітектура
Споруджена 1886. Для будівництва використовувалися місцеві породи дерева (дуб) — голінська гілка родини Скоропадських пожертвувала на церкву цілу діброву, що було коштовним подарунком — у цей час тривало будівництво залізниці Бахмач-Катеринослав і за таке дерево платити великі гроші.
Будівельники — два майстри, батько й син, імена яких невідомі. Дату закінчення робіт позначено окремим клеймом на внутрішній стороні дзвіниці. Існує переказ про конфлікт будівельників, який закінчився убивством. Відтак із покоління в покоління передавалася притча про недобре майбутнє церковної споруди.
Висота — 30 метрів. Розташована на узвишші в районі кутка Гайворонський шлях, що робило її домінантою місцевості, дзвіниця проглядалася на десятки кілометрів довкола.